# Vissza a városba: A Mini legjobb felvételei 1972–1983
A Vissza a városba a Mini együttes 1993-ban megjelent válogatásalbuma.

## Dalok
1. Kereszteslovag (Papp-Török)
2. Délelőtt (Papp-Török)
3. Halványkék gondolat (Papp-Török)
4. Sirályok (Papp-Török)
5. Fekete gép (Németh-Török)
6. Körbe-körbe (Németh)
7. Vénusz-dal (Németh-Török)
8. Úton a föld felé (Németh-Török-S. Nagy)
9. Bem rockpart 6. (Németh-Török-Balogh-S. Nagy)
10. Aszfaltdzsungel (Németh-Kunu)
11. Indul a koncert (Németh-Török)
12. Kell a barátság (Németh-Török)
13. Vissza a városba (Török)
14. Gőzhajó (Papp-Török)
15. Játék-rock (Németh-Török)

## Közreműködött
- Török Ádám
- Papp Gyula
- Németh Károly
- Németh Alajos
- Závodi János
- Kunu László
- Lakatos László
- Nagy István
- Németh Tamás
- Balogh Jenő